# Moor bei Revenahe
Das Moor bei Revenahe ist ein Naturschutzgebiet in den niedersächsischen Gemeinden Sauensiek und Beckdorf in der Samtgemeinde Apensen im Landkreis Stade.

## Allgemeines
Das Naturschutzgebiet mit dem Kennzeichen NSG LÜ 096 ist rund 32 Hektar groß. Es steht seit dem 16. Juni 1984 unter Naturschutz. Zuständige untere Naturschutzbehörde ist der Landkreis Stade.

## Beschreibung
Das aus zwei Teilflächen bestehende Naturschutzgebiet liegt östlich von Revenahe und Kammerbusch. Es stellt Hochmoorrestflächen unter Schutz, die entwässert und durch Handtorfstiche verändert sind. Beide Teilflächen sind überwiegend mit Birken bewaldet. Die Torfstiche verlanden langsam. Hier kann sich Hochmoorvegetation regenerieren.
In der südlich gelegenen Teilfläche wird eine durch die Fläche verlaufende Trasse mit Hochspannungsleitungen gehölzfrei gehalten, wodurch sich Hochmoorvegetation erhalten bzw. wieder entwickeln konnte.
Beide Teilflächen werden zur Ramme, einem Nebenfluss der Oste, entwässert.